# کارلوس ادواردو بزارو
کارلوس ادواردو بزارو (به پرتغالی: Carlos Eduardo Bizarro) مدافع اهل برزیل است که در شهر برزیل و در تاریخ ۹ ژانویهٔ ۱۹۷۹ به دنیا آمده‌است.
کارلوس ادواردو بزارو در تیم‌های فوتبال Brasiliense سابقهٔ حضور دارد.